# Ла Пасс
«Ла Пасс» — сейшельский футбольный клуб из города Ла Пас, расположенного на острове Ла-Диг. Выступает в Чемпионате Сейшельских островов.

## Достижения
- Чемпион Сейшельских островов[2]: 5
  - 2002
  - 2004 (тренер Войо Гардашевич)
  - 2005 (тренер Войо Гардашевич)
  - 2009 (тренер Джеральд Лаблех)
  - 2021/22
- Серебряный призёр[2]: 2
  - 2008
  - 2010
- Бронзовый призёр[2]: 4
  - 1999
  - 2001
  - 2003
  - 2006

## Международные соревнования
- Лига чемпионов КАФ: 1
  - 2006 — 1ый раунд[3]
  - 2010 — Предварительный раунд

## Известные футболисты
- Заблон Аманака[англ.] — защитник сборной Кении.